# Marcel Renard (sculpteur)
Pour les articles homonymes, voir Marcel Renard et Renard (homonymie).
Marcel Renard, né le 5 août 1893 à Lyon et mort le 15 mars 1974 à Paris, est un sculpteur et médailleur français. Il est le fils du sculpteur Léopold Renard (1868-1945), lui-même fils du sculpteur Charles Renard (1833-1910).

## Biographie
Marcel Renard est d'abord l'élève de son père, Léopold Renard. Il entre à l’École des beaux-arts de Lyon dans les ateliers d’Aubert et de Jean Ploquin, puis il est admis à l’École des beaux-arts de Paris dans les ateliers de Rost et d'Alfred Boucher. Il obtient le second grand prix de Rome en gravure de médaille, et une médaille d’or à l’Exposition des arts décoratifs de 1925.
Condisciple de Marcel Gimond, Georges Salendre, Louis Bertola et Adolphe Penin, il expose au Salon des artistes français ainsi qu’au Salon des artistes décorateurs.
Marcel Renard se fixe à Paris en 1920 et travaille avec Michel Roux-Spitz sur ses chantiers lyonnais, qu’il s’agisse de la villa Weitz (1923), du restaurant Berrier et Millet (1924-1928, avec Alfred Janniot, détruit), encore de la sépulture Vetter au cimetière de la Croix-Rousse à Lyon (1924) ou de l'ornementation de la nouvelle façade des Galeries Lafayette de Lyon, dans les anciens Grands magasins des Cordeliers.
Ses œuvres sont conservées, entre autres, au Palais des beaux-arts de Lille (Donation Laporte-Pellegrin), au Musée des beaux-arts de Lyon, au Victoria and Albert Museum de Londres, au Design museum Gent à Gand, et au Dansmuseet (en)  à Stockholm. Musée National des Beaux-Arts du Québec.

## Œuvres

### Sculptures
- Lyon :
  - Galeries Lafayette de Lyon - 2 rue du Président Carnot, Architectes Trévoux et Chanut - Bas Relief.
  - Banque libre de Lyon, portail : L’Échange, 1927, bas-relief, avec Michel Roux-Spitz (détruit).
  - Cimetière de la Croix-Rousse : Sépulture de la famille Vetter, 1924, avec Raymond Delamarre et Michel Roux-Spitz.
  - Collège Louise Labé : Monument à Louise Labé[4].
  - Jardin des Chartreux : Monument à Camille Roy, fontaine[4].
  - Majestic-Cinéma, rue de la République : décors, 1928, avec Trévoux (détruit).
  - Musée des beaux-arts :
    - Buste de femme ;
    - Édouard Herriot, 1930, plaquette.

  - Parc de la Tête d'Or, mur d'enceinte du vélodrome : Philippides[4].
  - Monument de la Suisse accueillante. Georges Trévoux, architecte ; Marcel Renard, sculpteur ; 1945. Inauguration : 14 juillet 1945. Ecully.
  - Passerelle du Collège : La Saône, 1945.
  - Entrée du Lycée Lumière : Histoire de Lyon depuis l'Empereur Claude, douze dalles de pierre de calcaire blanc taillées en semi-méplat, 1958.
  - Pont Kitchener-Marchand : Le Rhône et la Saône, 1959, avec Trévoux, bronze.
  - Cour du Lycée Lumière : Sirène, sculpture en ronde-bosse taillée dans un monolithe de pierre de Lens, 1961.
- Marnes-la-Coquette, parc de Villeneuve-L’Étang : Monument à l’Escadrille Lafayette.
- Paris, Exposition universelle de 1937 : décors armoriés du pavillon du Lyonnais, avec Cuminal, Bourdeix et Giroud (détruit).

### Médailles
- Femme aux fleurs, plaquette bronze. 1920 Exhibition au Salon des Artistes français[5].
- Édouard Herriot, 1930, plaquette pour les 25 ans de mandat municipal.
- Édouard Herriot, médaille de ses 80 ans[6].
- Lyon, 1945, bronze[7].
- La Méditerranée, bronze[7].
- Diverses médailles de paquebots[7].
- Joueur de flûte, bronze[4].
- Femme au piano, bronze[4].
- La Parure, bronze[4].
- Femme à la harpe, plaquettes éditées par la Monnaie de Paris[4].
- Le Professeur Leriche, plaquette en bronze[4].
- Médaille du centenaire de la Compagnie générale transatlantique 1855-1955, bronze[8].
- Médaille de l'Exposition philatélique nationale de Royan, 1958, bronze
- Alphonse Bertillon, 1969, bronze, Monnaie de Paris[9].
- Le Professeur Weil, plaquette en bronze[4].
- Le Professeur Dépéret, plaquette en bronze[4].

## Hommages et postérité

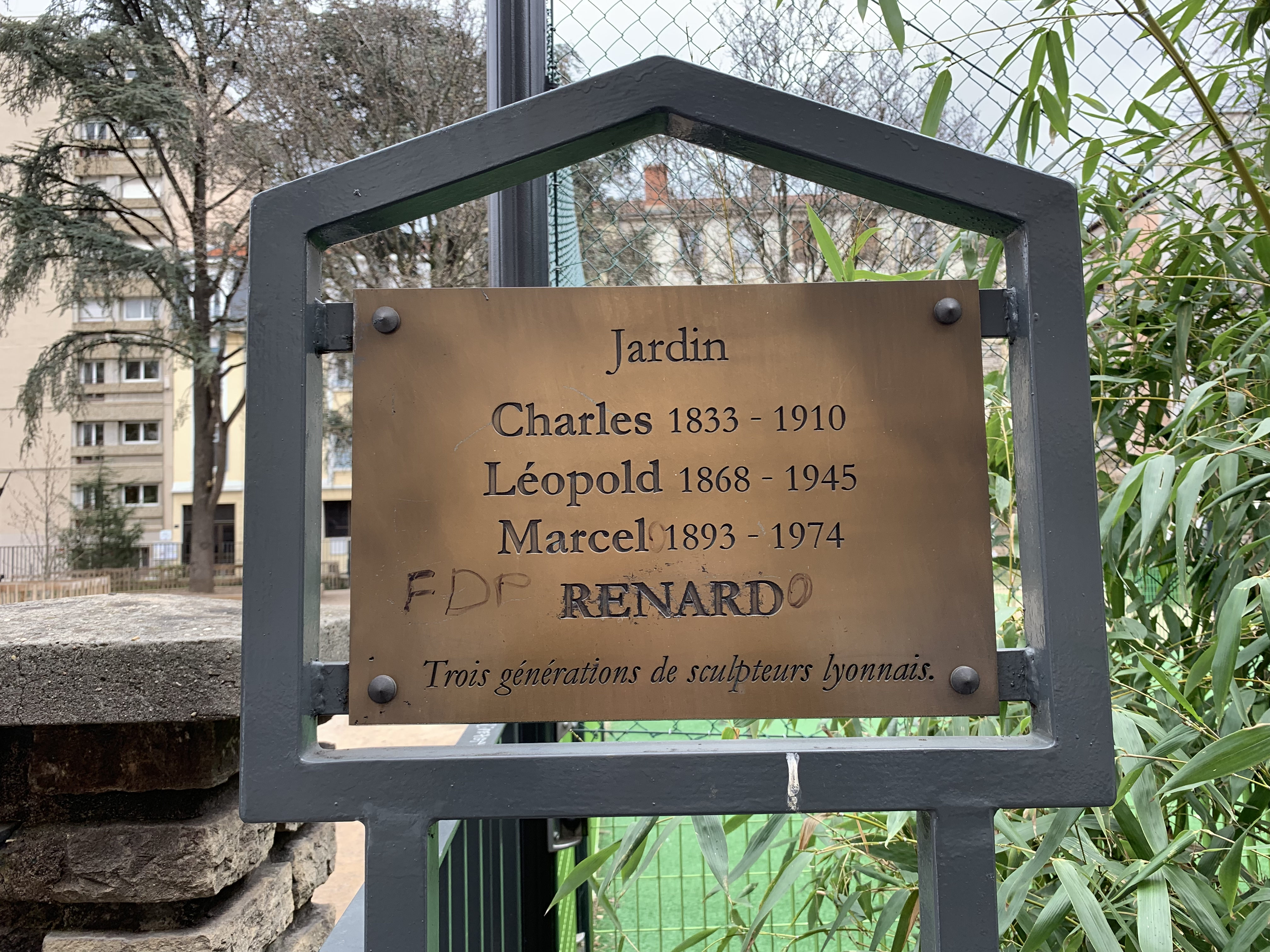
Le jardin des sculpteurs Renard.

Un square des Trois-Renard se trouve dans le sixième arrondissement de Lyon, en hommage à Charles, Léopold et Marcel Renard.